# Сечкин, Генрих Соломонович

В. Лутченко, А. Северный, В. Фетисов в гостях у Генриха Сечкина

Генрих Соломонович Сечкин (10 апреля 1933, Москва — 5 мая 2009, Москва) — советский и российский музыкант (гитарист), музыкальный педагог, писатель, публицист, автор мемуаров, корреспондент, журналист. Работал в Москонцерте, на радио, телевидении; аранжировал музыкальные произведения для гитары.

## Биография
Родился 10 апреля 1933 года в Москве в еврейской семье, которая жила в Трёхпрудном переулке. Его отец был скрипачом, а мать работала в газете «Известия». С началом Великой Отечественной войны отец добровольцем ушёл на фронт; мать умерла в 1945 году, отец с войны ещё не вернулся и Генрих стал беспризорником, а затем — вором.
Согласно автобиографической книге «На грани отчаяния», находясь в заключении увлёкся игрой на гитаре, в то время как по воровскому закону публичное исполнение песен, гастроли и т.д. несовместимы со статусом вора. Кроме того, в этой книге Генрих Сечкин ссылается на моральные терзания, связанные с причинением им вреда простым советским гражданам своими преступлениями. Всё это привело к тому, что он добровольно отказался от воровского статуса, и как обычный заключённый начал участвовать в художественной самодеятельности, связанной с гитарными номерами.
Имея за плечами три судимости, был освобождён из очередного заключения по амнистии и в 1956 году устроился на Московский автозавод имени Сталина (позже — завод имени Лихачёва, ЗИЛ), где работал слесарем, сверловщиком, сборщиком, разнорабочим.
Учился в вечерней музыкальной школе по классу гитары у педагога Людмилы Акишиной. Осваивал не только практику, но и теорию музыки — упорные занятия на инструменте принесли свои плоды, и уже после нескольких месяцев Генрих Сечкин был приглашён на работу гитаристом в Московский драматический театр. Принимал участие в самодеятельных концертах, включая в свой репертуар необычные для гитаристов того времени произведения Баха, Паганини и Моцарта.
Уволившись с завода, Генрих Соломонович работал музыкантом в Неаполитанском оркестре Всесоюзного радио. Прошёл аттестацию в Министерстве культуры СССР и получил аттестат артиста первой категории. Совершал гастрольные поездки, озвучивал радиопередачи, выступал в телевизионных программах, делал аранжировки музыкальных произведений для гитары. С 1958 года преподавал игру на гитаре в Государственном училище циркового и эстрадного искусства и во Всероссийской творческой мастерской эстрадного искусства. Одновременно вёл класс гитары в Московском Доме культуры им. Валерия Чкалова. Одним из учеников Сечкина был Константин Никольский.
Генрих Соломонович создал самодеятельный ансамбль из своих учеников-гитаристов в Доме культуры имени Чкалова. В 1959 году состоялся первый концерт этого коллектива, который вскоре получил звание лауреата Всесоюзного конкурса имени Андреева. В 1965 и 1966 годах руководимый им коллектив дважды подряд становился лауреатом Международного фестиваля музыки народов Латинской Америки. Выступления самодеятельных гитаристов проходили даже в Кремлёвском дворце съездов. В 1961 году в Дворце спорта в Лужниках на заключительном концерте, посвященном Пятому Всемирному конгрессу профсоюзов Генриха Сечкина лично поздравлял с творческими успехами Н. С. Хрущёв; после концерта, посвящённого XVI съезду ВЛКСМ его поздравлял Л.И. Брежнев.
В 1970 году Сечкин был избран председателем Творческого объединения московских гитаристов.
В 1982 году Сечкин был осуждён на шесть лет с конфискацией имущества за хранение и распространение порнографии.
В 1986 году Генрих Сечкин прекратил музыкальную деятельность в связи со спазмами мышц правой руки. По другой версии, он травмировал руку во время отбывания срока в ИТК. За время своей деятельности Сечкин неоднократно приглашался на гастроли в зарубежные страны, но они ни разу не состоялись по причине его судимостей. Только после распада СССР Сечкин побывал в Соединенных Штатах Америки и в Израиле.
В конце 1980-х годов, во время Перестройки, Генрих с рук приобрёл покрышки для своего «Москвича», которые оказались крадеными. Сначала Генрих шёл по делу как свидетель, но затем превратился в подозреваемого. В итоге он попал в тюрьму в пятый раз, получив два года лишения свободы в колонии строгого режима. Срок отбывал в Челябинской области. По другой версии, это была четвёртая судимость Сечкина. В 1963 году он был приговорён к двум годам лишения свободы по статьям 17-89 ч.2, 208 ч.1 УК РСФСР.
Перестав заниматься игрой на гитаре, занимался извозом, после пятого срока стал писать. Был членом Союза журналистов России, являлся музыкальным рецензентом газеты «Советская культура», автором многочисленных музыкальных рецензий в этой же газете и журналах. С 1991 по 2004 год работал корреспондентом «Юридической газеты», печатался в «Московском комсомольце», «Аргументах и фактах», «Огоньке», «Литературной газете», «Молодежном курьере» (Чебоксары) и других изданиях, а также в журнале «Калейдоскоп» (США). Издал автобиографические книги «За колючей проволокой» и «На грани отчаяния».
Умер 5 мая 2009 года в Москве. Урна с его прахом захоронена в 51-й секции закрытого колумбария Николо-Архангельского кладбища.

## Семья
Был дважды женат. С первой женой, Татьяной, прожили в браке 20 лет, развелись в 1980-х годах, когда Генрих в четвёртый раз оказался в местах лишения свободы. Сын от первого брака стал наркоманом и оказался в тюрьме. Был убит в возрасте 29 лет вскоре после выхода свободу. Второй раз женился на девушке, которая была моложе его на 42 года. Сын от второго брака родился когда Сечкину было 65 лет.

## Творчество
Автор повестей, в том числе биографических «На грани отчаяния» и «За колючей проволокой», а также «Американский синдром». Написал сценарий к фильму «Опасная трясина» по мотивам своих книг. По одному из произведений Сечкина был написан сценарий к фильму «Любовь на зоне», который так и не был снят. Автор статей для газет, журналов и альманахов.
Считается автором песен «Постой, паровоз» и «На Колыме».